# 倪萌
倪萌（?—?），又作兒萌，字子明，齊國臨淄（今山东省淄博市臨淄区）人，东汉人物。
倪萌仁孝敦篤，不好榮貴，常勤身作農活。新朝末年，兵革四起，人民饥饿相食，他与兄长出城採蔬菜，為赤眉军抓住，想要吃了他们。倪萌叩頭说：「我兄长年老羸弱，不如倪萌肥健，願代兄而死。」赤眉敬重他没有吃他，命他回家用豆子來贖兄长。倪萌回家不能得豆，再自縛来见，赤眉于是放了他们兄弟。梁郡车成，字子威，也是为兄弟求情，免于被吃。